# 奎那那
奎那那市（kwinana），是澳大利亚联邦西澳大利亚州的一个港口城市，位于珀斯以南38公里，面积约118平方公里，人口约32712（2012年）。
2005年至2007年间，中国全国人大委员长吴邦国、总理温家宝和国家主席胡锦涛先后来到奎那那，参观了中国首钢集团与澳大利亚力拓集团等四家企业合资的海斯美尔熔融还原铁公司厂区。

## 港口
奎那那港是澳大利亚的主要港口。港口代码AUKWI，缩写KWI，编码3237，经纬度为32°15’0”S、115°45’0”E，时差：-10:00。